# Неогей
Неоге́й (нем. Neogäikum) — геологический термин, который использовался в середине XX века в контексте устаревшей теории геосинклиналей. Неогеем назывался последний (текущий) тектонический мегацикл развития земной коры, который включал в себя поздний протерозой и весь фанерозой — всего около 1,5 миллиардов лет.

## Возникновение термина
В начале шестидесятых годов XX века термин «неогей» ввёл в обиход известный немецкий геолог Х. Штилле. В геологической науке этого периода начиналась смена парадигм: зарождалось новое понимание тектонической активности земной коры — теория тектоники плит. Вместе с этим большинство геологов продолжало рассматривать тектонические процессы в рамках в настоящее время уже устаревшей теории геосинклиналей, которая предполагала периодичность или цикличность тектонических процессов в отличие от теории тектоники плит, которая подразумевает их непрерывность. В рамках теории геосинклиналей многие геологи пытались установить наиболее общие закономерности цикличности тектонических изменений, чтобы понять природу смещения геологической активности по поверхности планеты. В частности Штилле придерживался теории контракции Земли и, пытаясь обосновать эту теорию, собрал и систематизировал большой объём геологических данных. Основываясь на своих данных Штилле выделил два мегацикла (иначе «мегахрона») в истории Земли, которые назвал «протогей» и «неогей». Штилле считал, что в неогее произошло серьёзное («очередное») обновление земной коры, поэтому и назвал этот мегацикл нем. Neogäikum (от др.-греч. νέος — «новый»  и др.-греч. Γαία — «земля»). Согласно Штилле неогей подразделялся на четыре тектонических эры: ассинтскую, каледонскую, варисцийскую и альпийскую (иначе «неоидную»), хотя другие геологи после него вводили другие варианты разделения неогея на меньшие циклы.

## Смена парадигм
В шестидесятые-семидесятые годы XX века, благодаря усилиям многих геологов, которые пытались углубить и обосновать теорию геосинклиналей, собралось множество систематизированных геологических данных, относящихся к тектоническим процессам. В частности, важнейшие результаты были получены в результате множественных бурений океанического дна. Однако, оказалось, что новые данные подтверждают не теорию геосинклиналий, а теорию тектоники плит, которая в настоящее время является общепринятой в геологии.
В связи с этим геологи оставили попытки выявления каких-либо «циклов» или «мегациклов» в тектонической истории Земли. В частности, с помощью новых данных было отдельно показано, что ни неогей, ни протогей не могут представлять собой «мегациклы», так как в их основе не лежат какие-либо периодические процессы. Термин неогей, таким образом, в настоящее время практически не используется.